# 平安谷之詭谷傳說
《平安谷之詭谷傳說》（英語：The Forgotten Valley，前名《平安谷·逐個捉》），香港電視廣播有限公司拍攝製作的民初女性倫理懸疑恩仇電視劇；由黃浩然、蘇玉華、陳凱琳、劉江、朱晨麗及龔嘉欣領銜主演，並由阮兆祥、韋家雄、陳庭欣、鄭子誠、譚凱琪及張達倫聯合演出，編審湯健萍及蔡淑賢，監製陳耀全。故事主題為「一條封閉的村莊，一場男女的鬥爭」，講及一條村莊重男輕女的故事。
此劇為2017香港國際影視展16部推介劇集之一及2018無綫節目巡禮13部劇集之一。

## 劇情簡介
在民國初年，在偏僻落後的村落 — 平安谷內，男尊女卑的封建思想下，女人一直被男人欺壓。一對受了西方思想薰陶的夫妻，返回平安谷，想改變、建設家鄉，可惜遇到新舊思想的衝擊，困難重重，還被捲入神秘的幽靈新娘殺人事件、綁架及兇殺案中，原來背後有一班被男權壓迫、欺凌的女子，她們暗中結盟，進行復仇行動。

## 演員表

### 平安谷
- 表面上盛世太平，實為粉饰太平，
- 伍家與陸家因土地問題利益起衝突
- 因眾小朋友保護周學文及賈淼淼時被男村民以石掟傷，引起眾婦女不滿，並開始反抗男人之霸權
- 於第19集被山賊佔領
- 於第20集被新政府佔領而重新恢復和平，並正式廢除《女誡》

#### 陸氏家族

##### 陸家（陸金谷）
| 演員   | 角色           | 暱稱／關係描述 |
| 劉 江  | 陸金谷         | 谷爺、谷谷（烏公公專稱） 村長／大地主，於第20集退休並傳位予陸水豐 伍善慈之夫 宋鳴鳳之第二任丈夫，並利用其，後離異並和好 顧曼儀之第二任丈夫，並被其利用，後離異並和好 田初一之夫，與其明爭暗鬥，後將其休掉，最後和好 陸水豐之父，後因價值觀而經常爭吵，最後和好 陸水富之父 陸小璇之繼父，並壓榨其，最後和好 陸水茂（劉念君）之繼父 羅桂思之老爺，與其不和兼針對兼排斥其，後反目，最後和好 朱畢如之外甥女婿 樹根嫂之女婿（第1-12集） 為人重視利益、重男輕女、自私自利，除了伍善慈、顧曼儀、陸水豐、陸水茂（劉念君）及陸水富以外，不理會任何人的死活，若發現有人可以揭發自己的罪行便會把其欺壓至屈服，若其不肯屈服就會保自己權威而把其滅口或逐出平安谷，最後醒悟 於第12集發現田初一在養神丹下毒後下令村民向擲石而令陸北杏與伍惟明為其挺身而出並間接令田初一把與自己成親的真相公開而下令將她們處死從而令真相文過飾非，後因誤會樹根嫂劫持陸水富而無奈不作追究，但立刻將田初一休掉及趕走，並把陸水富留於陸家及阻止田初一與其相見，卻間接令陸水豐再次離家 於第17集得知陸水茂（劉念君）並非自己親生骨肉及顧曼儀一直服用滑胎藥，在一怒之下將其打傷並將其幽禁 於第20集向全部女村民道歉後放棄男尊女卑的想法，並和諧平安谷，兩年後將村長的職位轉讓陸水豐 |
| 呂 珊  | 伍善慈         | 大奶奶 陸金谷之正室 陸水豐之生母 羅桂思之家婆，並針對其，後和好 陸小璇、陸水茂（劉念君）、陸水富之長繼母 一切順從陸金谷意思辦事 於第4集為讓田初一能專心一意為陸金谷再生多幾名子女刻意向陸金谷表示田初一與陸水富八字相剋藉此將陸水富留在自己身邊照顧 |
| 蘇玉華 | 宋鳴鳳         | 二奶奶 「抗暴聯盟」領導者 曾間接使田初一被迷姦 陸金谷之二姨太，因第一任丈夫病死而爲了保陸小璇之命（甚至為了避免生葬）而嫁给其，並憎恨其，後和好並離異 陸小璇之生母 陸水豐、陸水茂/劉念君、陸水富之二繼母 羅桂思之二家婆 朱畢如之外甥女 顧曼儀之天敵，一直被顧曼儀以為陸水茂（劉念君）早產夭折是自己間接造成而被其針對，得知真相後和好，並成為好友 阮天佑之前女友、後結婚 於第6集起與眾女人於半夜假扮邱青蘭嚇人以引起騷動和開始進行拯救計劃，希望籍此令羅桂思與陸水豐調查青蘭被逼殉葬一事及阻止北杏被殉葬 於第10集和阮天佑重逢 於第12集和阮天佑復合被顧曼儀撞見 於第16集發現顧曼儀對陸小璇施厭勝術，後發現陸水茂（劉念君）和劉德懷的墓碑，而得知陸水茂（劉念君）與陸金谷並非親生父子 於第17集向陸金谷揭穿顧曼儀之亡子身世的秘密 於第18集與伍尚舜的爭執中間接令陸小璇燒毀祠堂，連累阮天佑 於第19集被陸金谷以為與「抗暴聯盟」眾成員合謀殺害烏公公及偷走其450大洋而被其下令燒死，但因龐大虎佔領平安谷而不了了之 於第20集與顧曼儀設局炸死伍尚舜，最後嫁給天佑后一家三口在省城生活 |
| 朱晨麗 | 顧曼儀         | 三奶奶 歌女 劉德懷之遺孀 陸金谷之三姨太，並利用其，後反目，最後和好並離異 陸水茂（劉念君）之生母 陸水豐、陸水富之三繼母 陸小璇之三繼母 羅桂思之三家姑 宋鳴鳳之天敵，一直以為陸水茂（劉念君）早產夭折是宋鳴鳳間接造成而針對其，得知真相後和好，並成為好友 龐大虎之恩人及傾慕對象 曾對陸小璇施厭勝術 一直吃藥，阻止自己怀有陸金谷的骨肉 伍尚舜之傾慕對象 貓貓德德之主人 因伍尚舜擅自多次綁架陸小璇為陸水茂（劉念君）報復而被宋鳴鳳誤會是幕後黑手 於第17集被宋鳴鳳揭發陸水茂（劉念君）之身世而被陸金谷打傷和幽禁 於第19集假扮投靠龐大虎，並要求其及眾山賊不能姦污平安谷內所有女人，成功保護平安谷眾女性 於第20集與宋鳴鳳合作設局誘出伍尚舜，後為劉德懷做地下組織工作並在省城找到新工作 |
| 龔嘉欣 | 田初一         | 四奶奶 「抗暴聯盟」創始成員 樹根嫂之女 田初五之妹 陸金谷之四姨太及閉門妾侍，原為陸家下人，但因被指好生養而遭其迷姦成孕並被強制嫁给其，所以對其非常憎恨，於第12集被其休妻 陸水富之生母 陸水丰之四繼母（第1-12集）兼青梅竹馬，並傾慕陸水豐 陸小璇陸水茂/劉念君之四繼母（第1-12集） 羅桂思之好友兼四家姑（第1-12集）兼情敵 宋鳴鳳之同伴，後因得知其為間接使自己被迷姦而反目，後和好 伍惟明、陸北杏、邱青蘭之好姊妹，村中最早有反抗意識的五人之一 與伍惟明、陸北杏、邱青蘭、 於第6集起與眾女人於半夜假扮邱青蘭嚇人以引起騷動和開始進行拯救計劃，希望籍此令羅桂思與陸水豐調查青蘭被逼殉葬一事及阻止北杏被殉葬 於第12集被陸金谷發現在養神丹下毒，北杏與惟明為其挺身而出，期間初一向眾村民公開當年被陸金谷迷姦成孕一事，而遭陸金谷下令將三人處死，後因誤會樹根嫂劫持水富令陸金谷無奈不作追究，但將其休掉 被休後，與樹根嫂一起跟陸水豐及羅桂思搬到陸家另一間屋居住 於第16集與宋鳴鳳因發現顧曼儀在山上暗中為亡夫及其夭折之兒子立墓，而懷疑顧曼儀夭折之子非陸金谷所親生 於第19集被陸金谷指與「抗暴聯盟」眾成員合謀殺害烏公公及偷走其450大洋而下令將六人燒死，但因山賊龐大虎佔領平安谷而不了了知 於第20集與陸家和好，並與陸家共同照顧陸水富 |
| 黃浩然 | 陸水豐         | 水豐少爺、大少爺、大炮哥（陸水雄專稱）、Hero（羅桂思專稱） 陸金谷、伍善慈之子 羅桂思之夫 宋鳴鳳、顧曼儀之繼子 田初一之繼子（第1-12集）兼青梅竹馬，被其倾慕 陸小璇、陸水茂/劉念君之繼兄 陸水富同父異母之兄 陸水雄、阮天佑之好友 於第1集與羅桂思由舊金山回到省城，雖然於外国已与羅桂思結婚，但仍於省城再次於新政府注冊結婚，受西方思想影響。 於第2集因協助洪家小姐私奔而被羅桂思誤會再婚並被其以洋槍指嚇。同時為使羅桂思能留在平安谷而謊稱她為新政府的專員。 於第3集查明是宋鳴鳳利用藥物導致陸金江昏迷以冤枉羅桂思，並企圖帶羅桂思離開平安谷。 於第4集協助羅桂思查明陸金谷中毒真相。 於第5集與羅桂思調查陸小璇被綁架一事。 於第6集與羅桂思成功救回陸小璇及找賈東陽為她診治。 於第7集與羅桂思調查鬼附身一事，並發現陸金谷與青蘭被逼殉葬一事有關。企圖勸阻陸金谷不果反令陸金谷對羅桂思執行刑罰，並為免羅桂思受皮肉之苦而自願替她受罰。 於第8集企圖協助北杏避免殉葬，並成功游說陸金谷讓羅桂思留在平安谷。 於第9集被因不想羅桂思被吊高懲罰而聲稱她懷孕並鼓勵羅桂思繼續留在平安谷 於第19集多次反抗龐大虎失敗後假意歸順其 於第20集殺死龐大虎之後，兩年後成為平安谷新任村長，並讓眾女人打破《女誡》碑 |
| 陳凱琳 | 羅桂思         | 桂思少奶、大少奶、大炮嫂（陸水雄專稱）、半唐番 「抗暴聯盟」成員（於第15集起），在外國長大，想為女性帶來地位的改變，而引發起一連串的事端 陸水豐之妻 陸金谷、伍善慈之媳婦，被他們針對，最後和好 宋鳴鳳之繼媳婦，曾不和，後於第5集起和好並亦敵亦友，最終成為好友 顧曼儀之繼媳婦 田初一之繼媳婦（第1-12集）兼情敵兼好友 陸小璇、陸水茂/劉念君之繼嫂 陸水富之大嫂 伍惟明之好友 影射非裔美國人民權運動領袖馬丁·路德·金 於第1集與陸水豐由舊金山回到省城，雖於外国已与陸水豐結婚，但仍於於省城再次於新政府注冊結婚，受西方思想影響。 於第2集到平安谷尋找陸水豐時誤會其再婚，因此以洋槍指嚇他，同時為留在平安谷而假冒新政府的專員，因此被村民稱為羅專員 於第3集因送附有大衛像的相簿給陸小璇而與宋鳴鳳發生衝突，後被懷疑陸金江魂魄被攝去的村民而搶去和破壞其照相機，為搶回相機而進入祠堂而被陸金谷和村民企圖執行私刑，後獲陸水豐查明是宋鳴鳳利用藥物導致陸金江昏迷，並被其陷害，並因此與陸金谷發生衝突致其暈倒，後証實陸金谷暈倒原因是中毒 於第4集查明陸金谷中毒真相，因而獲陸金谷徹消其闖入祠堂的懲罰及可繼續留在平安谷 於第5集與陸水豐調查陸小璇被綁架一事，及於平安谷公開為陸小璇進行籌款。 於第6集與陸水豐成功救回陸小璇及找賈東陽為她診治。 於第7集與陸水豐調查鬼附身，並發現陸金谷與青蘭被逼殉葬有關，為阻止殉葬再發生而被陸金谷執行刑罰，獲陸水豐代替受刑 於第9集被因假冒專員身份被拆穿被吊高懲罰，後眾人以為其懷孕而免卻刑罰，但因不想傷害村民及對平安谷心灰意冷而決定離開平安谷，但被陸水豐成功游說留下。 於第10集設法令陸水富回到田初一身邊。 於第11集成立女子學院希望教育和改變女性，並帶陸小璇重回被綁架地方希望助她解開心魔。 於第14集被伍立秋推下河而令眾人誤以為流產，實為月事遲來 於第17集帶領一眾婦女反抗男人霸權，並要求廢除《女誡》 於第19集被陸金谷指與「抗暴聯盟」眾成員合謀殺害烏公公及偷走其450大洋而下令將六人燒死，但因龐大虎佔領平安谷而不了了之 於第20集成功令平安谷廢除《女誡》，並懷孕 |
| 陳沛妍 | 陸小璇         | 小璇 宋鳴鳳之女（與第一任丈夫所生） 陸金谷之繼女(第1-20集) 伍善慈、顧曼儀之繼女(第1-20集) 田初一之繼女（第1-12集） 阮天佑之繼女(第20集起) 陸水丰之繼妹 陸水茂（劉念君）、陸水富之繼姐 羅桂思之繼姑仔兼好友 朱畢如之外甥孫女 於第5集被伍尚舜綁架，並被其切下尾指，後救回卻患上創傷後遺症，於第20集康復 患上創傷後遺症後變得孤言寡語 於第16集幫助德德時被顧曼儀以為企圖傷害其，並間接令宋鳴鳳以為顧曼儀是綁架自己的真兇及發現陸水茂（劉念君）的身世 於第18集被陸金谷安排嫁人時，被伍尚舜再度劫走，但失敗，掙扎時撞暈後昏迷不醒，於第20集到跟著母親和繼父到省城接受治療後康復 |
|        | 陸水茂／劉念君 | 二少爺 劉德懷、顧曼儀之亡子 已經早產夭折 陸金谷之亡繼子，被其誤会為親生兒子，後於第17集得知真相 伍善慈、宋鳴鳳之亡繼子 田初一之亡前繼子 陸水豐、陸小璇之亡繼弟 陸水富之亡繼兄 羅桂思之亡繼叔仔 去世後被顧曼儀在山中暗中立墓，並葬在劉德懷身邊 因被陸金谷以為是親子而被其命名陸水茂，實質早已被顧曼儀命名劉念君，因此有兩個名字 於第18集被陸金谷立碑 |
|        | 陸水富         | 三少爺 陸金谷、田初一之子 伍善慈、宋鳴鳳、顧曼儀之繼子 樹根嫂之外孫 田初五之外甥 陸水豐同父異母之弟 陸小璇、陸水茂/劉念君之繼弟 羅桂思之叔仔 因被三姑指與其母親八子相剋，所以交由伍善慈代為照顧 其母親被休後一直交由陸家照顧 於第20集在田初一與陸家和好後，由他們共同照顧 |
| 阮兆祥 | 伍尚舜         | 伍管家 陸家管家 參見：伍家 |
| 王綺琴 | 樹根嫂         | 陸家下人 田初五、田初一之母 陸金谷之岳母（第1-12集） 陸水富之外婆 因田初五病死而失心瘋 |
| 蘇恩磁 | 高興嫂         | 陸家下人 參見：牛家 |
| 沈可欣 | 順利嫂         | 陸家下人 陸水富之奶娘 |
| 周 驄  | 老 周          | 周叔 陸家前管家 參見：快活谷 |
| 寶 貝  | 德 德          | 顧曼儀之寵物貓 幫小璇克服創傷後遺症 |

##### 陸家（陸金草）
| 演員   | 角色   | 暱稱／關係描述 |
| 洋     | 陸金草 | 草叔 中醫師，實為庸醫 陸北杏之父，並刻薄及利用其，最後和好 伍長壽之岳父 為了禮金，多次讓陸北杏嫁給病夫 因想得到陸北杏殉葬後得到伍伯歲的五十大洋而能夠再度娶妻生兒能後繼有人，而強迫陸北杏殉葬 與賈東陽不和，後為其岳父 賈淼淼之繼外公 |
| 戴耀明 | 伍長壽 | 伍伯歲之侄孫 陸北杏之第三任丈夫，並經常虐打其 陸金草之女婿 一直患有心臟病 懷疑陸北杏與賈東陽有私情 於第6集因飲酒過量及情緒激動而導致心臓病發身亡 名字諧音：唔長壽 |
| 沈卓盈 | 陸北杏 | 北杏、北杏姨（賈淼淼專稱） 醫館助手 「抗暴聯盟」創始成員 陸金草之女 伍長壽之妻，並被其虐打 伍伯歲之侄孫媳婦 陸水豐、田初一、伍惟明之好友 伍惟明、田初一、邱青蘭由小玩到大的好姊妹，村中最早有反抗意識的四人 因父親為了禮金而多次被安排其給病夫，所以嫁伍長壽前曾兩度嫁人，而其所嫁之丈夫全都均因病去世 對賈東陽有好感，後為其第二任妻子 賈淼淼之繼母 於第7集因伍長壽去世而被迫與丈夫一同殉葬 於第8集因陸金祺遭邱青蘭嚇至猝死而被害怕繼續殉葬會遭厄運之伍伯歲收房直到其去世 於第12集被陸金谷發現田初一在養神丹下毒，其與惟明為初一挺身而出，但遭陸金谷下令將三人處死，後因陸金谷誤會樹根嫂劫持水富而令其無奈不作追究 於第17集在賈东阳命令下穿上涓涓衣服，並被其错认為其亡妻，二人更因此而發生關係 於第19集被陸金谷指與「抗暴聯盟」眾成員合謀殺害烏公公及偷走其450大洋而下令將六人燒死，但因山賊龐大虎佔領平安谷而不了了知 於第20集於山神廟以燭臺打暈正襲擊宋鳴鳳之伍尚舜，令「抗暴聯盟」之眾人在山神廟爆炸前能成功逃脫 於第20集嫁給賈東陽 |

##### 陸家（陸水雄、陸水傑）
| 演員   | 角色   | 暱稱／關係描述 |
| 韋家雄 | 陸水雄 | 保長、高腳七／老七（龐大虎專稱） 平安谷保長 陸水傑之兄 楊澄澄之夫，雖然多次對其拳打腳踼，內心實為非常深愛其 牛小妹之大伯子 陸水豐之好友 龐大虎打仗時之結拜兄弟 未當保長之前曾因軍隊解散而落草為寇 誤會楊澄澄對自己不忠並將其軟禁在家 於第13集捉拿離家出走的楊澄澄時，手槍突然走火導致誤傷陸水傑的腳踝 於第19集因保護楊澄澄讓其不用受龐大虎污辱而用刀自插大腿，最後成功令龐大虎放過其妻 於第20集假裝歸順龐大虎而槍殺陸水豐，實為與陸水豐、賈東陽及阮天佑為獲得龐大虎信任的計謀，多年後受楊澄澄影響他也開始下棋 |
| 陳庭欣 | 楊澄澄 | 保長夫人、水雄嫂、澄澄 「抗暴聯盟」成員（14集起） 陸水雄之妻，並憎恨其，最後和好 陸水傑之大嫂 牛小妹之妯娌 伍尚堯之棋友 出生於平安谷外的書香世家，亦是平安谷內極少數有學識的女性之一 打仗後家中遭逃兵搶掠，家人全部被殺害，並遭逃兵企圖強暴，但被陸水雄相救而脫險，因此答應陸水雄以身相許的要求 因多次被陸水雄拳打腳踢，早已萌生離家出走的念頭，雖然曾多次嘗試逃走但失敗 被陸水雄誤會其不忠，而遭其軟禁 於第13集與伍惟名一起逃出平安谷，但失敗而被陸水雄軟禁 之後聽從「抗暴聯盟」一眾成員意見，表面上假裝一切順從水雄意思，避免遭其虐打 於第19集被陸金谷認為與「抗暴聯盟」眾成員合謀殺害烏公公及偷走其450大洋而被下令燒死，但因龐大虎佔領平安谷而不了了之，後目睹陸水雄為了保護自己免被龐大虎姦污而自願用刀自插大腿，因此得知其一直深愛着自己 |
| 翟威廉 | 陸水傑 | 陸水雄之弟 牛小妹之夫 楊澄澄之叔仔 於第7集被陸水豐與羅桂思強迫道出青蘭被逼殉葬一事的真相 於第13集企圖阻止陸水雄尋找楊澄澄時因陸水雄手槍失火而被射中腳部，傷及肌腱，導致行動不便，後在陸水雄安排下與牛小妹成親 |
| 樂 瞳  | 牛小妹 | 牛屎妹 「抗暴聯盟」成員（第14集起） 牛高興、高興嫂之女 牛粗壯、牛強健、牛結實、牛大力之妹 陸水傑之妻 陸水雄之弟婦 楊澄澄之妯娌 力氣非常之大 於第8集為拯救被押送去殉葬的陸北杏而趁亂與其掉包並假扮鬼附身，藉此想拖延時間讓其逃走，但失敗 於第13集被陸水雄及牛家強迫之下與陸水傑成親 於第19集被陸金谷以為與「抗暴聯盟」眾成員合謀殺害烏公公及偷走其450大洋而被其下令燒死，但因龐大虎佔領平安谷而不了了知 |
|        | 大 虎  | 陸水雄一家飼養的看門狗 與楊澄澄感情很好 名字跟龐大虎有關 |

##### 陸家（陸土潤）
| 演員   | 角色   | 暱稱／關係描述 |
| 蔡國慶 | 陸土潤 | 二叔公 平安谷長老 陸金江之父 夏荷之老爺 陸金谷之族叔 陸水豐、陸水富之族叔公                                          |
| 何啟南 | 陸金江 | 二叔、江叔 陸土潤之子 夏荷之夫 陸金谷之族弟 陸水豐、陸水富之族叔 於第3集被宋鳴鳳利用而昏迷來冤枉羅桂思攝魂魄，後醒來 |
| 周寶霖 | 夏 荷  | 二嬸 陸土潤之媳婦 陸金江之妻 陸水豐、陸水富之族嬸                                                                    |

##### 陸家（陸金祺）
| 演員   | 角色   | 暱稱／關係描述 |
| 陳勉良 | 陸金祺 | 祺爺、祺叔公 平安谷長老 陸水霖之叔公 邱青蘭之叔公老爺 於第1集間接殺死邱青蘭，實際上邱青蘭並無死去 於第8集因邱青蘭假扮冤魂而被嚇死 |
| 招浩明 | 陸水霖 | 邱青蘭之亡夫 陸金祺之侄孫 於第1集（兩年前）前病逝，與邱青蘭一起被葬 |
| 陳 瀅  | 邱青蘭 | 幽靈寡婦 寡婦 陸水霖之妻 陸金祺之侄孫媳婦 伍惟明、田初一、陸北杏由小玩到大的好姊妹，村中最早有反抗意識的一人 於第1集（兩年前）因陸水霖病死而被眾男人決定生葬，原想用鏟反抗眾人卻被陸金祺暗中搗亂而打晕自己，後自救並隱居山神廟，自此平安谷便流傳著鬼新娘之傳說 於第8集為救北杏而犧牲自己，最終活生生地被火燒死，雖然成功令北杏暫時不用殉葬，但可惜殉葬条例依然保留 死前一刻詛咒表示如果平安谷再有女人被迫殉葬的話，全個平安谷之男人將不得好死 |

##### 陸氏（其他）
| 演員   | 角色   | 暱稱／關係描述 |
| 余子明 | 陸土沃 | 三伯爺 平安谷長老 提出以符咒及燒屍方式令邱青蘭魂飛魄散，來解決平安谷幽靈寡婦出沒之事件 |
| 馮素波 | 陸三姑 | 神婆 神婆，實為神棍，但會用厭勝術 陸吉祥之祖母 指出田初一與兒子陸水富八字相剋，導致她們二人母子分離 在陸小璇被綁架後，曾以招魂方法來醫治小璇之失心瘋症狀，但不果 教唆顧曼儀對陸小璇施厭勝術 |
| 李忠希 | 陸冬至 | 冬至嫂之夫 |
| 葉凱茵 | 冬至嫂 | 陸冬至之妻 種菜為生 |
| 王德基 | 陸水習 | 村民 |
| 張智軒 | 陸水守 | 村民 |
| 尹詩沛 | 春 桃  | 村女 種果為生 |
| 鍾鈺精 | 小 喬  | 村婦 |
| 徐玟晴 | 小 芳  | 村婦 |
| 尹樂瞳 | 陸吉祥 | 陸三姑之孫女 周學文之學生 |

#### 伍氏家族

##### 伍家（伍尚堯、伍尚舜）
| 演員   | 角色   | 暱稱／關係描述 |
| 陳嘉輝 | 伍尚堯 | 舉人、伍夫子 前清末屆恩科試舉人 伍尚舜之兄，後反目 伍惟明、伍惟聰之父 楊澄澄之棋友 受過陸金谷之恩才能成為舉人 多次替惟明答應婚事，強迫女兒嫁人，但次次都被惟名搞砸 被陸金谷要求其女兒與烏公公成親 後來由於烏公公失蹤，而惟名又未正式與其拜堂，因此被陸金谷強迫交還其之前所收到的五十大洋禮金 |
| 阮兆祥 | 伍尚舜 | 伍管家 陸家管家 伍尚堯之弟，後反目 伍惟明、伍惟聰之叔 痴戀顧曼儀 一直非常不滿伍家要屈服於陸家之下，並要對陸姓一家言聽計從 因顧曼儀拒絕其愛意而決意搾取陸金谷的財富，同時重振伍家 因妒忌、仇恨等影響而變得不擇手段 於第5集將陸小璇綁架 於第14集殺害伍立秋 於第18集再度劫走陸小璇，欲將其殺害，失敗後間接使其燒毀祠堂並逃走 收賣山贼庞大虎對付陸金谷一家 於第19集帶龐大虎佔據平安谷 於第20集在山神廟被宋鳴鳳、顧曼儀設局炸死 |
| 譚凱琪 | 伍惟明 | 惟明 「抗暴聯盟」創始成員 伍尚堯之女 伍尚舜之侄女 伍惟聰之姐 羅桂思之好友 傾慕周學文 邱青蘭、田初一、陸北杏由小玩到大的好姊妹，村中最早有反抗意識的四人 平安谷內極少數有學識的女性之一 於第6集起與眾女人於半夜假扮邱青蘭嚇人以引起騷動，並開始進行拯救北杏計劃 於第11集被迫嫁於烏公公，因眾女人知道烏公公曾多之虐妻，所以三人一同去保護正被烏公公襲擊的惟明，並打算向眾村民揭穿其虐妻之真相，但在追逐間烏公公因失足跌落水缸溺死，四人將其埋葬於山上 由於二人尚未正式拜堂，而且新郎亦「失蹤」，因此這場婚事不了了之 於第12集被陸金谷發現田初一在養神丹下毒，其與北杏為初一挺身而出，但遭陸金谷下令將三人處死，後因陸金谷誤會樹根嫂劫持水富而令其無奈不作追究 於第13集打算與楊澄澄一起逃離平安谷，但被陸水雄發現更聯同眾保甲展開追捕，最後二人被眾人捉拿並押返平安谷 於第19集被陸金谷指與「抗暴聯盟」眾成員合謀殺害烏公公及偷走其450大洋而下令將六人燒死，但因山賊龐大虎佔領平安谷而不了了之 |
| 丘梓謙 | 伍惟聰 | 聰仔 伍尚堯之子 伍尚舜之侄 伍惟明之弟 學識比其姊惟明差，曾要求惟明替他完成習作 |

##### 伍家（伍伯部）
| 演員   | 角色   | 暱稱／關係描述                                                        |
| 莫偉文 | 伍伯部 | 五叔公 平安谷長老 伍長玖之父 玖嫂之老爺 伍招弟之祖父 名字諧音：五百部 |
| 易智遠 | 伍長玖 | 伍伯部之子 玖嫂之夫 伍招弟之父                                        |
| 蘇麗明 | 玖 嫂  | 伍長玖之妻 伍伯部之媳婦 伍招弟之母                                    |
| 周芷珊 | 伍招弟 | 伍伯部之孫女 伍長玖、玖嫂之女 周學文之學生                            |

##### 伍家（伍立秋）
| 演員   | 角色     | 暱稱／關係描述                                                                              |
| 彭美嫦 | 立秋阿娘 | 伍立秋之母 立秋嫂之家姑 於第15集被收買不追究伍立秋之死                                      |
| 陳榮峻 | 伍立秋   | 立秋哥 立秋母之子 立秋嫂之夫 於第14集推倒羅桂思令眾人以為其小產，後被伍尚舜殺害及嫁禍陸水豐 |
| 林淑敏 | 立秋嫂   | 立秋母之媳婦 伍立秋之妻 醃鹹魚、菜乾為生 於第14集意外小產                                   |

##### 伍家（伍正月）
| 演員   | 角色   | 暱稱／關係描述 |
| 曾守明 | 伍正月 | 正月叔 正月嫂之夫 伍小翠之父 因意外截斷子孫根而患上精神病 於第15集受假扮亡父的伍尚舜指使殺害陸小璇，後被拘捕 於第16集上吊身亡 |
| 曾慧雲 | 正月嫂 | 伍正月之妻 伍小翠之母 釀酒為生                                                                                                |
| 鍾柔美 | 伍小翠 | 伍正月、正月嫂之女 周學文之學生                                                                                               |

##### 伍氏（其他）
| 演員   | 角色   | 暱稱／關係描述 |
| 李海生 | 伍伯發 | 四伯爺 平安谷長老 伍紅棗之祖父 |
| 陳狄克 | 伍伯歲 | 歲爺、伯歲伯公 平安谷長老 伍長壽之伯公 陸北杏之伯公老爺 曾要求陸北杏陪伍長壽殉葬，但因目睹被邱青蘭假扮冤魂嚇死的陸金祺後，害怕堅持將北杏殉葬會引來厄運，而決定讓陸北杏侍奉至終老 名字諧音：五百歲 |
| 楊證樺 | 伍順利 | 茶寮老闆／打更佬 順利嫂之夫 名字諧音：唔順利 |
| 沈可欣 | 順利嫂 | 陸家下人 伍順利之妻 |
| 劉天龍 | 伍長勇 | 阿勇 小花之夫 於第19集被龐大虎殺害 |
| 李君妍 | 小 花  | 伍長勇之妻 織布為生 |
| 姚瑩瑩 | 老芬嫂 | 村婦 陸水雄、陸水傑之工人 |
| 黃得生 | 伍大鵬 | 村民 |
| 林泳潼 | 伍紅棗 | 伍伯發之孫女 周學文之學生 |

#### 賈家
| 演員   | 角色   | 暱稱／關係描述 |
| 鄭子誠 | 賈東陽 | 賈醫生 原名曾偉南 西醫 龐涓涓之夫 賈淼淼之父 龐大虎、陸金草之女婿 被村裡的村民視為獸醫 與陸北杏有感情線，後為其第四任丈夫 於第17集於醉酒時命陸北杏穿上亡妻涓涓之衣服，错认她是其妻子，二人因此而發生關係 因追尋與周學文偷偷離開平安谷之賈淼淼時墮馬而半身癱瘓 於第20集正式與陸北杏成親，並遂漸恢復行走能力 |
| 簡淑兒 | 龐涓涓 | 賈東陽之亡妻 賈淼淼之亡母 龐大虎之亡女 當年被奸細槍傷而由賈東陽醫治，後愛上其並跟其私奔 |
| 簡淑兒 | 賈淼淼 | 賈東陽、龐涓涓之女 龐大虎之孫女 與周學文相戀 陸北杏之繼女 陸金草之繼外孫女 從小開始因為身體弱，而被父親指其不能外出，實為其父說謊 於第17集因被其醉酒之父親將其誤認為其亡母，並差點遭其侵犯，幸因陸北杏出現而脫險 於第17集被陸金谷指控其與周學文私奔，並下令要以亂石將二人掟死，最後因教育部指會派人跟進，而成功阻止眾村民再對二人執行私刑 於第20集利用滑翔機到龍門鎮找政府軍救援，並帶同政府軍到平安谷對付龐大虎 |

#### 牛家
| 演員   | 角色   | 暱稱／關係描述 |
| 冼灝英 | 牛高興 | 佃農 高興嫂之夫 牛粗壯、牛強健、牛結實、牛大力、牛小妹之父 陸水傑之岳父 由於陸水雄提親時答應只要牛小妹願意嫁給陸水傑，牛粗壯等人欠下的賭債可以一筆勾銷不用歸還，並被其拿手槍恐嚇而答應婚事 |
| 蘇恩磁 | 高興嫂 | 牛高興之妻 牛粗壯、牛強健、牛結實、牛大力、牛小妹之母 陸家下人 陸水傑之岳母 |
| 林敬剛 | 牛粗壯 | 佃農 牛高興、高興嫂之子 牛強健、牛結實、牛大力、牛小妹之大哥 陸水傑之大舅 |
| 黃建東 | 牛強健 | 牛高興、高興嫂之子 牛粗壯之二弟 牛結實、牛大力、牛小妹之二哥 陸水傑之大舅 |
| 姚浩政 | 牛結實 | 牛高興、高興嫂之子 牛粗壯、牛強健之三弟 牛大力、牛小妹之三哥 陸水傑之大舅 |
| 董敬文 | 牛大力 | 牛高興、高興嫂之子 牛粗壯、牛強健、牛結實之四弟 牛小妹之四哥 陸水傑之大舅 |
| 樂 瞳  | 牛小妹 | 牛屎妹 牛高興、高興嫂之女 牛粗壯、牛強健、牛結實、牛大力之妹 陸水傑之妻 陸水雄之弟婦 楊澄澄之妯娌 「抗暴聯盟」成員 參見：陸家                                                              |

#### 平安谷保甲
| 演員   | 角色   | 暱稱／關係描述             |
| 韋家雄 | 陸水雄 | 保長 平安谷保長 參見：陸家 |
| 翟威廉 | 陸水傑 | 保甲 參見：陸家            |
| 李啟傑 | 洪鐵槌 | 保甲                       |
| 李泳豪 | 林 釘  | 保甲                       |
| 何偉業 | 藍 屐  | 保甲                       |
| 趙樂賢 | 白 磚  | 磚頭 保甲                  |
| 嘉 駿  | 史 郎  | 螳螂 保甲                  |
| 陳建文 | 廖 率  | 蟋蟀 保甲                  |
| 陳偉洪 | 黃 鋒  | 黃蜂 保甲                  |
| 施駿喆 | 蔡 松  | 阿蟲 保甲                  |

#### 抗暴聯盟
於第11集向山神發誓正式成立
於第20集成功令平安谷廢除《女誡》，並將《女誡》碑打碎
| 演員   | 角色   | 暱稱／關係描述                                                           |
| 蘇玉華 | 宋鳴鳳 | 二奶奶 「抗暴聯盟」領導者 參見：陸家                                     |
| 龔嘉欣 | 田初一 | 四奶奶 「抗暴聯盟」創始成員 參見：陸家                                   |
| 譚凱琪 | 伍惟明 | 「抗暴聯盟」創始成員 參見：伍家                                          |
| 沈卓盈 | 陸北杏 | 「抗暴聯盟」創始成員 參見：陸家                                          |
| 朱晨麗 | 顧曼儀 | 三奶奶 「抗暴聯盟」成員 參見：陸家                                       |
| 陳凱琳 | 羅桂思 | 「抗暴聯盟」成員 想為女性帶來地位的改變，而引發起一連串的事端 參見：陸家 |
| 陳庭欣 | 楊澄澄 | 「抗暴聯盟」成員 參見：陸家                                              |
| 樂 瞳  | 牛小妹 | 「抗暴聯盟」成員 參見：牛家                                              |

#### 其他村民
| 演員   | 角色   | 暱稱／關係描述 |
| 李 岡  | 朱畢如 | 宋鳴鳳之舅父 陸小璇之外舅公 經常欠賭債，曾多次到陸家向宋鳴鳳要錢，更因趁著陸小璇被綁架而假扮綁匪勒索二百大洋 於第6集被追捕時因撞向石頭致死，死後被認為是綁匪 名副其實：豬狗不如 |
| 黃穎君 | 紅 棗  | 村女 |
| 何柏光 |        | 村翁 |
| 劉日東 |        | 村翁 |

### 新政府
| 演員   | 角色   | 暱稱／關係描述 |
| 張國強 | 沈立強 | 沈將軍 人稱「黑鐵打不死」 新政府將軍 曾兩次打敗龐大虎的軍隊 於第20集由賈淼淼帶入平安谷拯救班村民 |
| 張漢斌 | 副將軍 | 新政府軍官 沈立強之副將 |
| 張達倫 | 阮天佑 | George 新政府地質學專家 陸水豐、羅桂思之好友 宋鳴鳳之前男友、後結婚，成為第三任丈夫 陸小璇之好友兼恩人，後為繼父 朱畢如之外甥女婿 於第10集幫新政府在平安谷進行水利方面的研究及幫陸金谷發掘金礦 於第18集設計招出伍尚舜失敗，後為保護宋鳴鳳而被連累 於第20集與宋鳴鳳結婚 |
| 謝東閔 | 周學文 | 周老師 新政府教育局初級小學男教員／平安谷私塾科学科與數學科教師 賈淼淼、陸吉祥、伍小翠、伍招弟、伍紅棗之老師 與賈淼淼相戀 於第16集登場 於第17集因為想保護賈淼淼而企圖將其帶到省城，但被陸金谷指控私奔，要以亂石將二人掟死，期間其所教之學生站出來更為了保護二人安全而一直留守在二人身邊不願離開 因得陸水豐協助下最後新政府教育部決定派人跟進此事，而成功阻止眾村民再對二人執行私刑 於第20集協助賈淼淼利用滑翔機到龍門鎮找政府軍幫助 |
| 章景恆 |        | 新政府士兵 副將軍之部下 |

### 山賊（前軍閥）
| 演員   | 角色   | 暱稱／關係描述 |
| 徐 榮  | 龐大虎 | 龐大帥 山賊首領，前大帥 龐涓涓之父 賈東陽之岳父 賈淼淼之外祖父 喜歡顧曼儀並將其成龐夫人 陸水雄之前司令兼結拜兄弟 因軍閥遭打敗成為山賊並被新政府通緝，欲退回新政府 多年前逃亡時得顧曼儀隱瞞官兵才成功逃走 於第19集佔領平安谷並殺害伍長勇 於第20集被沈立強追殺欲放棄平安谷並逃跑卻被陸水豐槍殺 |
| 霍健邦 | 龍     | 獨眼龍 山賊士官 龐大虎之部下 於第20集被陸水雄槍殺 |
| 魏惠文 | 蛇     | 山賊士官 龐大虎之部下 於第20集被陸水雄槍殺 |
| 黃煒溏 | 狼     | 山賊士官 龐大虎之部下 於第20集被陸水豐槍殺 |
| 張本立 | 神     | 黑面神 山賊士官 龐大虎之部下 於第20集被陸水豐槍殺 |
| 范仲恒 |        | 山賊士兵 |
| 盧偉文 | 飛毛腿 | 山賊探子 於第20集被想獨自逃走之龐大虎滅口 |
| 方紹聰 |        | 山賊士兵 |
| 曾海昌 | 雞     | 山賊士兵 於第20集在運送裝死的陸水豐前往火化中途遭其槍殺 |
| 司徒暉 |        | 山賊士兵 |
| 黃耀煌 | 水 魚  | 山賊士兵 於第20集在運送裝死的陸水豐前往火化中途遭其槍殺 |

### 快活谷
| 演員   | 角色   | 暱稱／關係描述 |
| 李國麟 | 烏公公 | 老烏龜、陰陽怪氣 前清太監，娘娘腔 被陸金谷安排與伍惟明成親，但未有正式拜堂 表面是有財有勢之人，實為窮光蛋及騙子 陸金谷之好友 曾以假玉器冒充真玉賣給陸金谷，從而騙取他四百五十大洋 每次娶妻後不出一年半載其妻子就會被指突然因病去世，實被其虐待而死 於第9集託陸金谷在平安谷為其找間屋定居並為其尋找一名知書識禮的妻子 於第11集被眾「抗暴聯盟」創始成員揭穿其真面目而虐待四人，後在閣樓捉伍惟明時因失足踩到缺修的梯版，而跌進水缸中遇溺致死，最終被四人埋葬及將其騙取陸金谷之四百五十大洋收藏於山神廟內 於第18集被陸水豐、陸水雄等人發現其屍體 |
| 陳婉婷 | 洪小玲 | 洪家二姑娘 大家閨秀 被安排與陸水豐相親，後在陸水豐幫助之下成功與愛人私奔（第1-2集） |
| 周 驄  | 老 周  | 周叔 前陸家管家，經常中飽私囊陸家之財產 於第2集臨要回快活谷安養時，因中了宋鳴鳳所設下之詭計而被其騙回安老金 |
| 吳香倫 | 姚大姑 | 媒婆（第1-2、11集） |
| 關浩揚 |        | 轎夫（第2、18集） |
| 譚焯升 |        | 轎夫（第2、18集） |
| 關梓陽 |        | 轎夫（第2集） |

### 其他演員
| 演員   | 角色   | 暱稱／關係描述    |
| 何鳳竹 | 王大媽 | 羅家下人（第1集） |
| 羅 鴻  | 七 叔  | 羅家花王（第1集） |
| 馬嘉莉 |        | 婦人（第10集)     |
| 陳振業 |        | 道長（第16集）    |

## 收視
本劇於香港無綫電視翡翠台及myTV SUPER7日跨平台總收視之紀錄：
| 週次 | 集數   | 日期                   | 收視率 | 備註                                      |
| 1    | 1－5   | 2018年1月15日－1月19日 | 26點   | 星期一至五總收視25.5點 第4集總收視26.7點  |
| 2    | 6－10  | 2018年1月22日－1月26日 | 26點   | 星期一至五總收視26.4點                    |
| 3    | 11－15 | 2018年1月29日－2月2日  | 27點   | 星期一至五總收視26.5點                    |
| 4    | 16－20 | 2018年2月5日－2月9日   | 28點   | 星期一至五總收視27.5點 第20集總收視30.4點 |
| 全劇 | 全劇   | 全劇                   | 26點   | 平均收視26.48點                           |

## 爭議

### 不符史實（自相矛盾）
本劇於16集周學文到平安谷有出示新政府的委任狀，上面寫著民國18年。不過綜合劇中多個矛盾細節，可以推斷為1916年3月23日至1949年之間，但是無論時間設定在任何一年，都有與其矛盾的細節。
- 第1集起指實行總統制的「新政府」剛成立以及軍閥混戰，在中華民國歷史上的四個政府，包括南京臨時政府(1912年1月1日至4月2日)、北京臨時政府(1912年3月10日至1913年10月10日)、北洋政府(1913年10月10日至1915年12月31日、1916年3月23日至1917年6月30日、1917年7月12日至1928年12月29日)和國民政府(1925年7月1日至1948年5月20日)，由於軍閥割據始於1916年3月中華帝國倒台以後並終於1928年12月北伐成功，所以其中第一次(1916年3月23日)、第二次(1917年7月12日)重新建立的北洋政府以及國民政府(1925年7月1日)都有可能是劇中所指的「新政府」。→1910年代末或1920年代中葉
- 第4集提及未足周歲的陸水富生於「癸酉年」，而中華民國大陸時期唯一一個癸酉年為1933年。→1933至1934年
- 第5集顧曼儀曾引用聞一多《紅豆》的詩句，而此詩於1922年底創作。→1922年底或以後
- 劇中多次提及「一夫一妻制」，而中華民國於1930年公布《民法·親屬編》，明確訂立一夫一妻制。→1930年或以後
- 第6集陸水冧與邱青蘭之墓碑記下二人葬於丙寅年十一月初七（劇集的兩年前），而中華民國大陸時期唯一一個丙寅年十一月初七是1926年12月11日。→1928年底
- 第10集阮天佑提起十多年前已經認識宋鳴鳳而當時其沒有留有辮子，即代表十多年前民國已成立。→1920年代中葉或以後
- 第16集陸小璇的時辰八字為甲寅年七月六日亥時，而中華民國大陸時期唯一一個甲寅年七月六日是1914年8月26日，而陸小璇則大約是十歲至十八歲。→1924年至1932年
- 第16集周學文之委任狀之日期為民國十八年X月九日→1929年
- 第20集中沈立強將軍率領的「新政府軍」抵達平安谷，從其字眼可見「新政府軍」並非指軍閥或北洋政府，而唯一可能就是指國民革命軍(成立於1924年)，但當時軍閥勢力仍然頗大(軍閥於1949年中共佔領大陸後被徹底消滅)。→1924年至1949年

綜合而言，新政府較大可能為南京國民政府。

### 不符史實（其他）
- 劇中提及「新政府」上台後廢科舉，但實際上清政府於1905年清末新政時期已全面廢除科舉。
- 本劇一直以「新政府」一詞稱呼中華民國政府，迴避中華民國一詞。（政治背景：自2016年台灣民進黨上台後，兩岸關係再趨緊張，承認「中華民國」的存在有一定政治危險性。) 惟第20集「新政府軍」的軍帽上有中華民國國徽，較過往無綫電視劇集刻意迴避中華民國標識的情況，已有一些進步。
- 劇中對民國初年的對白加以現代化，還曾觸及現代的「女神」觀念，製作人員指是為了讓增強觀眾共鳴。（一說女神代指羅桂思的自由女神像）

### 稱謂細節
本劇中的角色的關係大部分屬於近親關係，但是無論稱謂是正确或不正確，都有與其矛盾的細節。
- 於第1集陸水豐稱陳勉良飾的陸金祺為「祺叔公」，但卻稱陸金江為「二叔」、陸金草為「草叔」。由於陸金祺與陸金谷、陸金江、陸金草同樣為「金字輩」，所以陸金祺理應被稱為「祺叔」，而不是「祺叔公」。陸金祺更稱邱青蘭為其侄媳婦。由於邱青蘭之夫陸水霖同樣與陸水豐為「水字輩」，陸水豐也是陸金祺之侄，而非侄孫。
- 於第6集陳狄克飾的伍伯歲稱戴耀明飾的伍長壽為其侄，但後又稱自己為伍長壽的伯公。由於伍長壽是其侄，其理應是伍長壽之伯，而非伯公。
- 於第7集陸水豐稱陸金祺為邱青蘭之叔公老爺，卻之前陸金祺曾稱邱青蘭為其侄媳婦。
- 於第8集伍伯歲被陸水豐稱為伍長壽之叔公，卻於第6集伍伯歲自稱為伍長壽之伯公。

### 選角年齡問題
- 於第19集中提到鄭子誠為徐榮的女婿，但前者較後者的真實年齡還要年長11年；而簡淑兒為徐榮的外孫女，但兩人真實年齡相差僅15年。這反映徐榮的角色應該由較年長的演員飾演才算合理。

### 其他細節
- 於第17集黃穎君飾演的紅棗稱伍伯發之孫女為紅棗。雖則兩位可以有同名，但已然有點矛盾。

## 觀眾迴響
- 本劇在網上討論區的討論聲音不斷，「平安谷」被網民戲稱為「男人最嚮往地方」。[來源請求]

## 軼事
- 此劇是蘇玉華及樂瞳[4][5]在無綫電視的告別作。
- 此劇是曾守明的遺作之一。
- 此劇是電視廣播有限公司繼《火舞黃沙》、《銀樓金粉》、《名媛望族》後再度以一夫多妻制度以及男尊女卑傳統文化作為題材的劇集。
- 此劇中的主題曲名字《半邊天》意外地與另一部皆由無綫電視岀品的劇集《師奶兵團》的主題曲意外地相同，且皆以女性作主權為題材。
- 因為此劇的拍攝而成為好姊妹，陳凱琳、龔嘉欣、沈卓盈及譚凱琪自組「少婦聯盟」[6]。
- 此劇是沈卓盈、霍健邦與陳沛妍繼《放學ICU》後再度合作。

## 記事
- 2016年11月22日：此劇於12:30在將軍澳電視廣播城一廠Common Room舉行造型記者會。[7][8]
- 2017年1月20日：此劇於20:00在將軍澳工業村駿才街77號電視廣播城古裝街牛家村進行外景拍攝。[9]
- 2017年2月8日：此劇於16:00在將軍澳電視廣播城十二廠舉行開鏡拜神。
- 2017年2月14日：此劇於下午時段在將軍澳工業村駿才街77號電視廣播城古裝街進行外景拍攝。[10]
- 2017年3月13日：主要演員出席香港國際影視展宣傳其劇集。
- 2017年3月14日：煞科宴。
- 2018年1月10日：此劇於15:00在元朗錦田水頭水尾村清樂鄧公祠舉行「霸夫祠堂禦妻」宣傳活動。
- 2018年1月14日：此劇於13:00在鑽石山龍蟠街3號荷里活廣場一樓明星廣場舉行「女人起義」宣傳活動。
- 2018年1月24日：此劇於12:00在中環海濱活動空間AIA友邦歐陸嘉年華2018舞台位置舉行「烈女當自強」宣傳活動。
- 2018年2月4日：此劇於12:30在油塘高超道38號大本型G/F入口對出舉行「聯手抗敵 破冰同行」之花車巡遊。
- 2018年2月26日：此劇於18:15在將軍澳工業村駿才街77號電視廣播城二樓中菜廳舉行祝捷晚宴活動。

## 獎項

### 萬千星輝頒獎典禮2018（海外獎項 - 馬來西亞）
| 獎項            | 單位             | 結果 |
| --------------- | ---------------- | ---- |
| 最喜愛TVB劇集   | 平安谷之詭谷傳說 | 提名 |
| 最喜愛TVB男主角 | 黃浩然           | 提名 |
| 最喜愛TVB男主角 | 劉 江            | 提名 |
| 最喜愛TVB女主角 | 蘇玉華           | 提名 |
| 最喜愛TVB女主角 | 陳凱琳           | 提名 |
| 最喜愛TVB女主角 | 龔嘉欣           | 提名 |

### 萬千星輝頒獎典禮2018（海外獎項 - 新加坡）
| 獎項            | 單位             | 結果 |
| --------------- | ---------------- | ---- |
| 最喜愛TVB劇集   | 平安谷之詭谷傳說 | 提名 |
| 最喜愛TVB男主角 | 黃浩然           | 提名 |
| 最喜愛TVB男主角 | 劉 江            | 提名 |
| 最喜愛TVB女主角 | 蘇玉華           | 提名 |
| 最喜愛TVB女主角 | 陳凱琳           | 提名 |
| 最喜愛TVB女主角 | 龔嘉欣           | 提名 |

### 萬千星輝頒獎典禮2018
| 獎項               | 單位                  | 結果 |
| ------------------ | --------------------- | ---- |
| 最佳劇集           | 平安谷之詭谷傳說      | 提名 |
| 最佳男主角         | 劉 江                 | 提名 |
| 最佳女主角         | 蘇玉華                | 提名 |
| 最佳女主角         | 陳凱琳                | 提名 |
| 最受歡迎電視女角色 | 朱晨麗                | 提名 |
| 最佳男配角         | 阮兆祥                | 提名 |
| 最佳女配角         | 譚凱琪                | 提名 |
| 最受歡迎電視歌曲   | 半邊天（主唱：胡 琳） | 提名 |

## 外部連結
- 《平安谷之詭谷傳說》 民初懸疑劇 掀起男女抗爭風雲 - TVBUSA （页面存档备份，存于）
- 平安谷之詭谷傳說 - TVBAnywhere 北美官方網站 （页面存档备份，存于）
- 豆瓣电影上《平安谷之詭谷傳說》的資料 （简体中文）

## 電視節目的變遷

### 香港播放

#### 首播
| 香港 無綫電視翡翠台 星期一至五 20:30-21:30 第三線劇集 | 香港 無綫電視翡翠台 星期一至五 20:30-21:30 第三線劇集 | 香港 無綫電視翡翠台 星期一至五 20:30-21:30 第三線劇集 |
| ----------------------------------------------------- | ----------------------------------------------------- | ----------------------------------------------------- |
|                                                       | 平安谷之詭谷傳說 （2018.01.15 - 2018.02.09）          |                                                       |
| 誇世代 （2017.11.06 - 2018.01.12）                    | 波士早晨 （2018.02.12 - 2018.03.03）                  |                                                       |

#### 重播
| 香港 無綫電視翡翠台 星期一至五 14:45－15:45 | 香港 無綫電視翡翠台 星期一至五 14:45－15:45      | 香港 無綫電視翡翠台 星期一至五 14:45－15:45 |
| ------------------------------------------- | ------------------------------------------------ | ------------------------------------------- |
|                                             | 平安谷之詭谷傳說 （2021年5月13日－2021年6月9日） |                                             |
| 名媛望族 （2021年3月18日－2021年5月12日）   | 大帥哥 （2021年6月10日－2021年7月21日）          |                                             |

### 香港以外地區播放
| 马来西亚 Astro AOD、Astro AOD HD 星期一至五 20:30 - 21:15 | 马来西亚 Astro AOD、Astro AOD HD 星期一至五 20:30 - 21:15 | 马来西亚 Astro AOD、Astro AOD HD 星期一至五 20:30 - 21:15 |
| --------------------------------------------------------- | --------------------------------------------------------- | --------------------------------------------------------- |
|                                                           | 平安谷之詭谷傳說 （2018-01-15 - 2018-02-09）              |                                                           |
| 誇世代 （2017-11-06 - 2018-01-12）                        | 波士早晨 （2018-02-12 - 2018-03-02）                      |                                                           |

| 新加坡 HUB戏剧首选 星期一至五 20:30 - 21:15 | 新加坡 HUB戏剧首选 星期一至五 20:30 - 21:15  | 新加坡 HUB戏剧首选 星期一至五 20:30 - 21:15 |
| ------------------------------------------- | -------------------------------------------- | ------------------------------------------- |
|                                             | 平安谷之詭谷傳說 （2018-01-15 - 2018-02-09） |                                             |
| 誇世代 （2017-11-06 - 2018-01-12）          | 波士早晨 （2018-02-12 - 2018-03-02）         |                                             |

| 翡翠台 星期一至五 19:30 - 20:30    | 翡翠台 星期一至五 19:30 - 20:30              | 翡翠台 星期一至五 19:30 - 20:30 |
| ---------------------------------- | -------------------------------------------- | ------------------------------- |
|                                    | 平安谷之詭谷傳說 （2018-01-16 - 2018-02-12） |                                 |
| 誇世代 （2017-11-07 - 2018-01-15） | 波士早晨 （2018-02-13 - 2018-03-12）         |                                 |

| 新加坡 HUB娛家戲劇台 劇集首映 星期一至五 20:00 - 21:00 | 新加坡 HUB娛家戲劇台 劇集首映 星期一至五 20:00 - 21:00 | 新加坡 HUB娛家戲劇台 劇集首映 星期一至五 20:00 - 21:00 |
| ------------------------------------------------------ | ------------------------------------------------------ | ------------------------------------------------------ |
|                                                        | 平安谷之詭谷傳說 （2018-05-03 - 2018-05-30）           |                                                        |
| 誇世代 （2018-02-22 - 2018-05-02）                     | 太極宗師之太極門 （2018-05-31 - 2018-07-25）           |                                                        |

| Astro華麗台、Astro華麗台HD 星期一至五 20:30－21:30 時段 | Astro華麗台、Astro華麗台HD 星期一至五 20:30－21:30 時段 | Astro華麗台、Astro華麗台HD 星期一至五 20:30－21:30 時段 |
| ------------------------------------------------------- | ------------------------------------------------------- | ------------------------------------------------------- |
|                                                         | 平安谷之詭谷傳說 （2019-05-03－2019-05-30）             |                                                         |
| 誇世代 （2019-02-22－2019-05-02）                       | 三個女人一個「因」 （2019-05-31－2019-06-27）           |                                                         |

| 马来西亚 八度空间 TVB之最 星期一至五 19:00－20:00 | 马来西亚 八度空间 TVB之最 星期一至五 19:00－20:00 | 马来西亚 八度空间 TVB之最 星期一至五 19:00－20:00 |
| ------------------------------------------------- | ------------------------------------------------- | ------------------------------------------------- |
|                                                   | 平安谷之詭谷傳說 （2019-12-23－2020-01-17）       |                                                   |
| 延禧攻略 （2019-09-16－2019-12-20）               | 宮心計2深宮計 （2020-01-20- 2020-03-11）          |                                                   |

| 靖洋戲劇台 星期一至五 21:00-22:00          | 靖洋戲劇台 星期一至五 21:00-22:00        | 靖洋戲劇台 星期一至五 21:00-22:00 |
| ------------------------------------------ | ---------------------------------------- | --------------------------------- |
|                                            | 平安谷之詭谷傳說 (2021-01-21-2021-02-17) |                                   |
| 三個女人一個「因」 (2020-12-24-2021-01-20) | 殭 (2021-02-18-2021-04-05)               |                                   |

| 新加坡 HUB都會台 星期日 22:00 - 00:00 两集连播 | 新加坡 HUB都會台 星期日 22:00 - 00:00 两集连播 | 新加坡 HUB都會台 星期日 22:00 - 00:00 两集连播 |
| ---------------------------------------------- | ---------------------------------------------- | ---------------------------------------------- |
|                                                | 平安谷之詭谷傳說 （2023-07-16－2023-09-17）    |                                                |
| 宮心計2深宮計 （2023-03-12- 2023-07-09）       | —                                              |                                                |